# Na Porta ao Lado: Amor
Na Porta ao Lado: Amor é um filme português produzido pela Santa Rita Filmes que estreou na OPTO a 21 de agosto de 2021. É da autoria de Filipa Martins. Trata-se do segundo filme da trilogia Na Porta ao Lado.
Conta com Cláudia Vieira, Marco d'Almeida e Cleia Almeida nos papéis principais.

## Produção
O filme foi anunciado em dezembro de 2020 como parte da série Na Porta ao Lado. Meses mais tarde revelou-se que o título do filme seria “Amor”.
O primeiro nome anunciado para o elenco foi a atriz Cláudia Vieira, pensando-se que seria para uma série, sendo que na verdade se tratava do filme. Meses mais tarde, os atores Marco d'Almeida e Cleia Almeida foram confirmados na série, sendo eles os três os protagonistas do filme. Foi também revelado que o ator Santiago André iria estar no elenco juvenil do filme.

## Sinopse
Marta (Cláudia Vieira), durante a pandemia, descobre que o companheiro que idealizava, Jorge, é afinal bastante violento. Presa no apartamento com o agressor tem que escolher entre a sua segurança e a do filho e o fim de uma vida aparentemente perfeita.[carece de fontes?]

## Elenco
| Ator/Atriz      | Personagem |
| --------------- | ---------- |
| Cláudia Vieira  | Marta      |
| Marco d'Almeida | Jorge      |
| Cleia Almeida   | Inês       |

### Elenco juvenil
| Ator/Atriz     | Personagem |
| -------------- | ---------- |
| Santiago André | Miguel     |